# NIGRES-Stromleitungsmast an der Oka

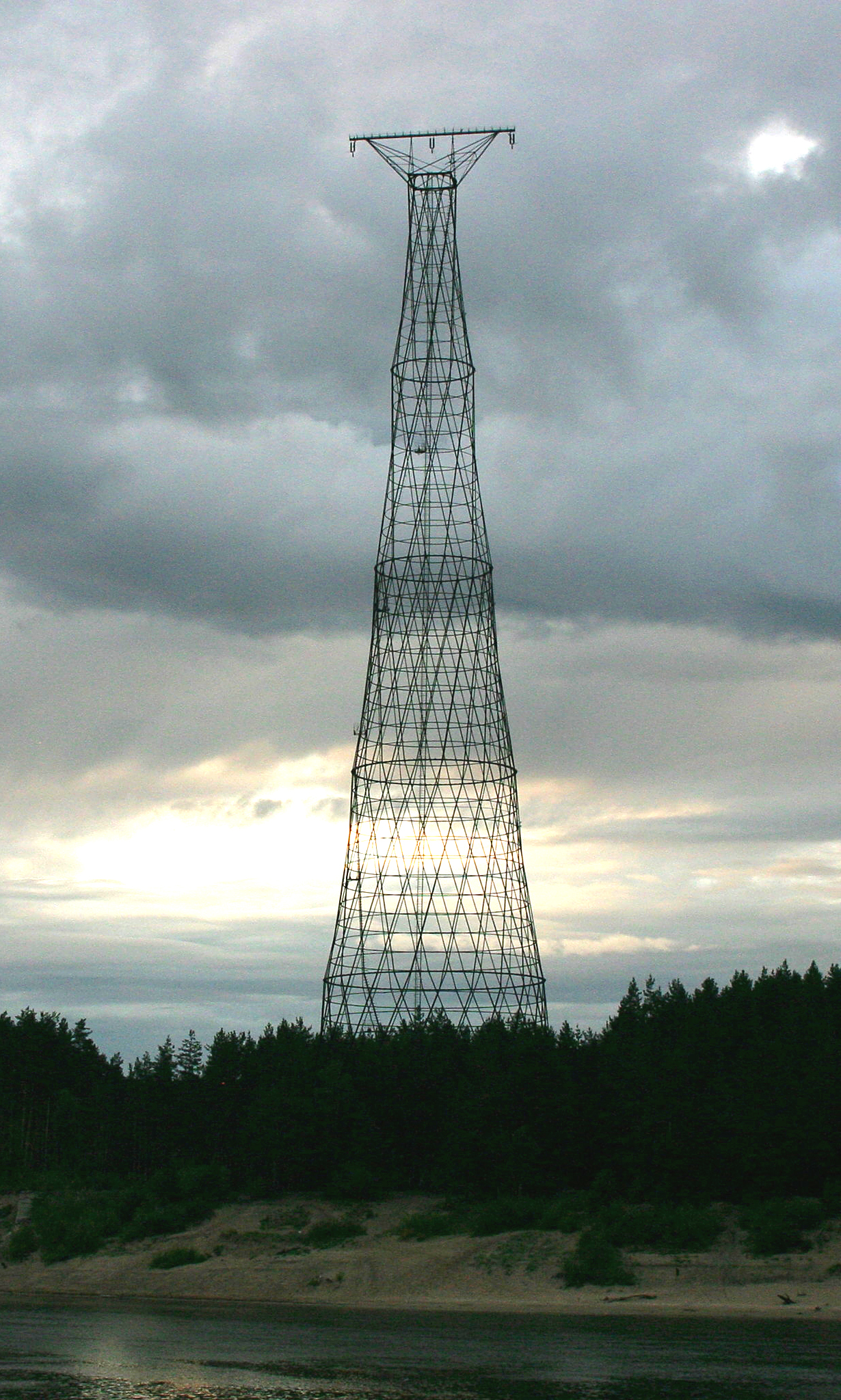
Der verbliebene NIGRES-Stromleitungsmast am Oka-Ufer, 2006

Der NIGRES-Stromleitungsmast (Mast der ehemaligen Oka-Freileitungskreuzung Dserschinsk, russisch Шуховская башня на Оке, Опора ЛЭП НиГРЭС) ist ein 128 Meter hoher Hyperboloid-Stahlturm am linken Oka-Ufer bei Dserschinsk.
Das Bauwerk wurde 1929 als einer von zwei gleichen Masten einer 110-kV-Hochspannungsleitung durch den russischen Ingenieur Wladimir Grigorjewitsch Schuchow errichtet. Seit der Entfernung der Leiterseile 1989 wegen Verlegung der Trasse waren die Masten ohne Funktion. Zu diesem Zeitpunkt wurden vier weitere, zu der Freileitungskreuzung gehörende und nach demselben Konstruktionsprinzip errichtete Masten (zwei von 68 Metern und zwei von 20 Metern Höhe) demontiert. Im März 2005 wurde einer der beiden verbliebenen großen Masten ebenfalls demontiert.
Obwohl die beiden großen Masten die Last der Leiterseile zu tragen hatten, sind sie noch leichter und filigraner konstruiert als der Schuchow-Radioturm in Moskau, auch folgt die schrittweise Änderung der Gitterstruktur von unten nach oben klareren Regeln.

## Siehe auch

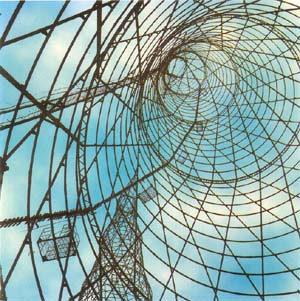
Blick durch die Längsachse eines Mastes; links der damals noch stehende 2. Mast

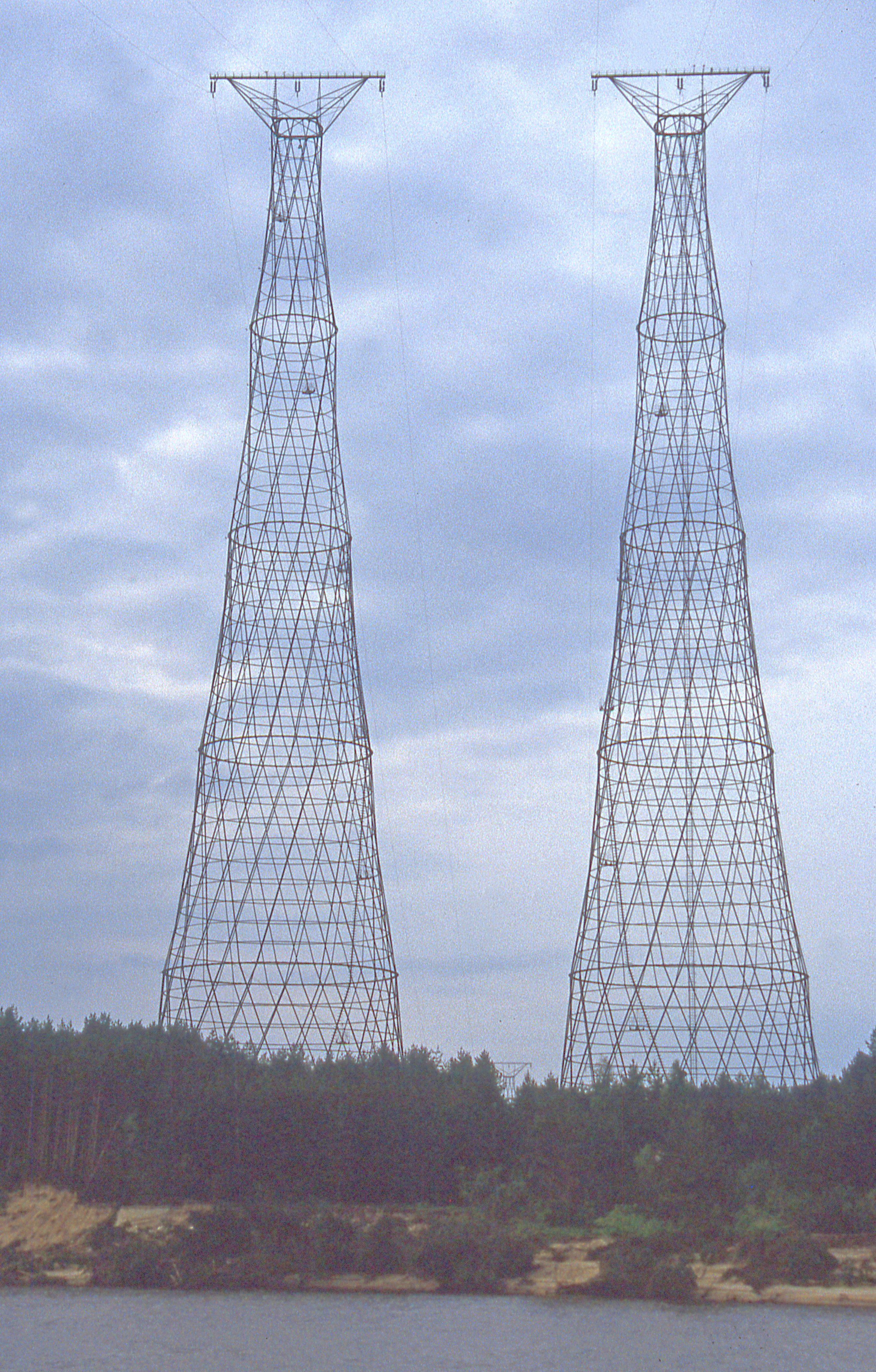
Die Masten vom Fluss Oka aus gesehen, noch mit Leiterseilen

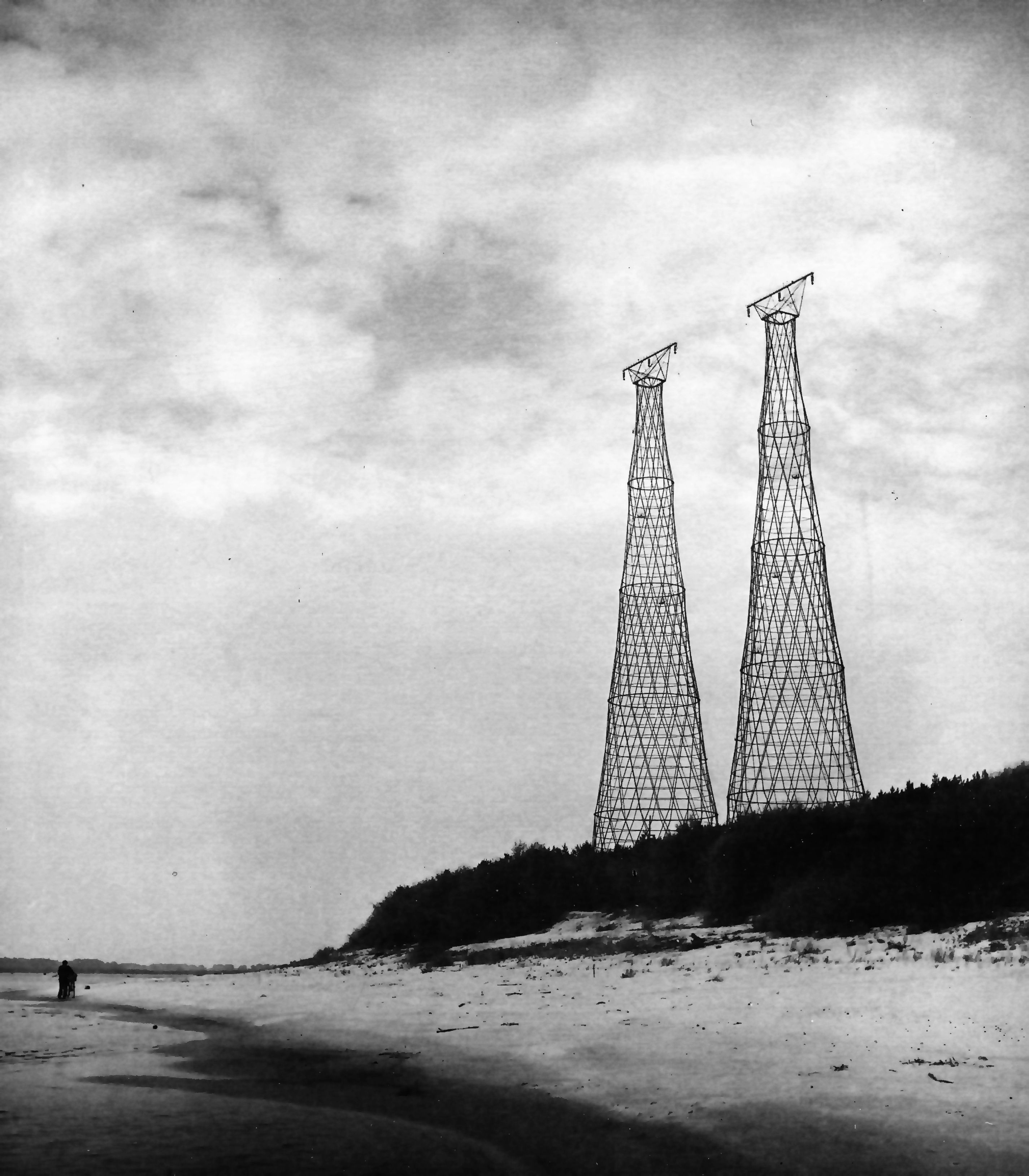
Die 128-Meter-Masten ohne Leiterseile